# Chiesa del Redentore (Altopiano della Vigolana)
La chiesa del Redentore, o chiesetta del Santo Redentore, è una chiesa cattolica sconsacrata situata a Vigolo Vattaro, frazione di Altopiano della Vigolana in Trentino, risalente al XVIII secolo.

## Storia

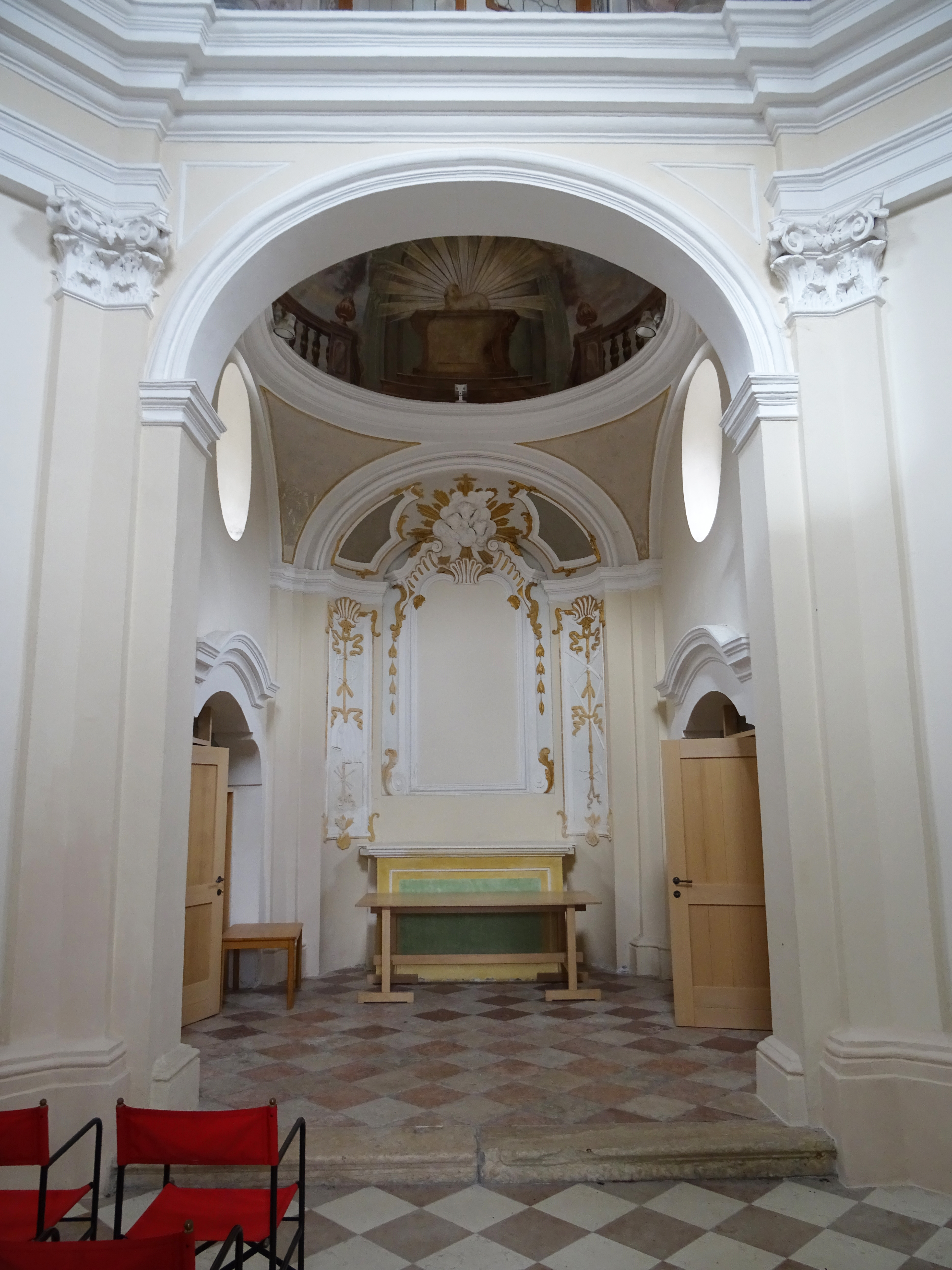
Interno

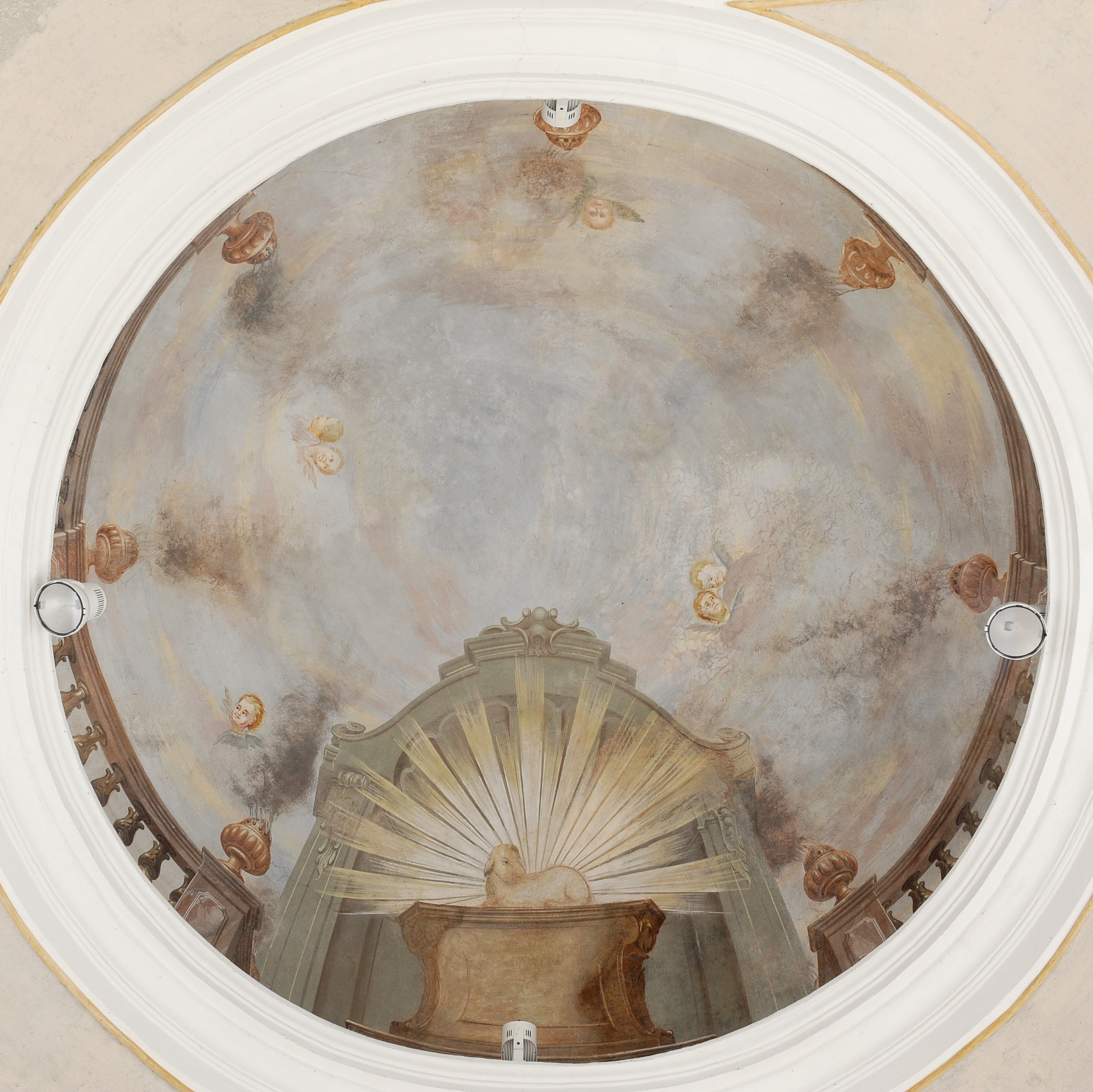
Affresco del presbiterio

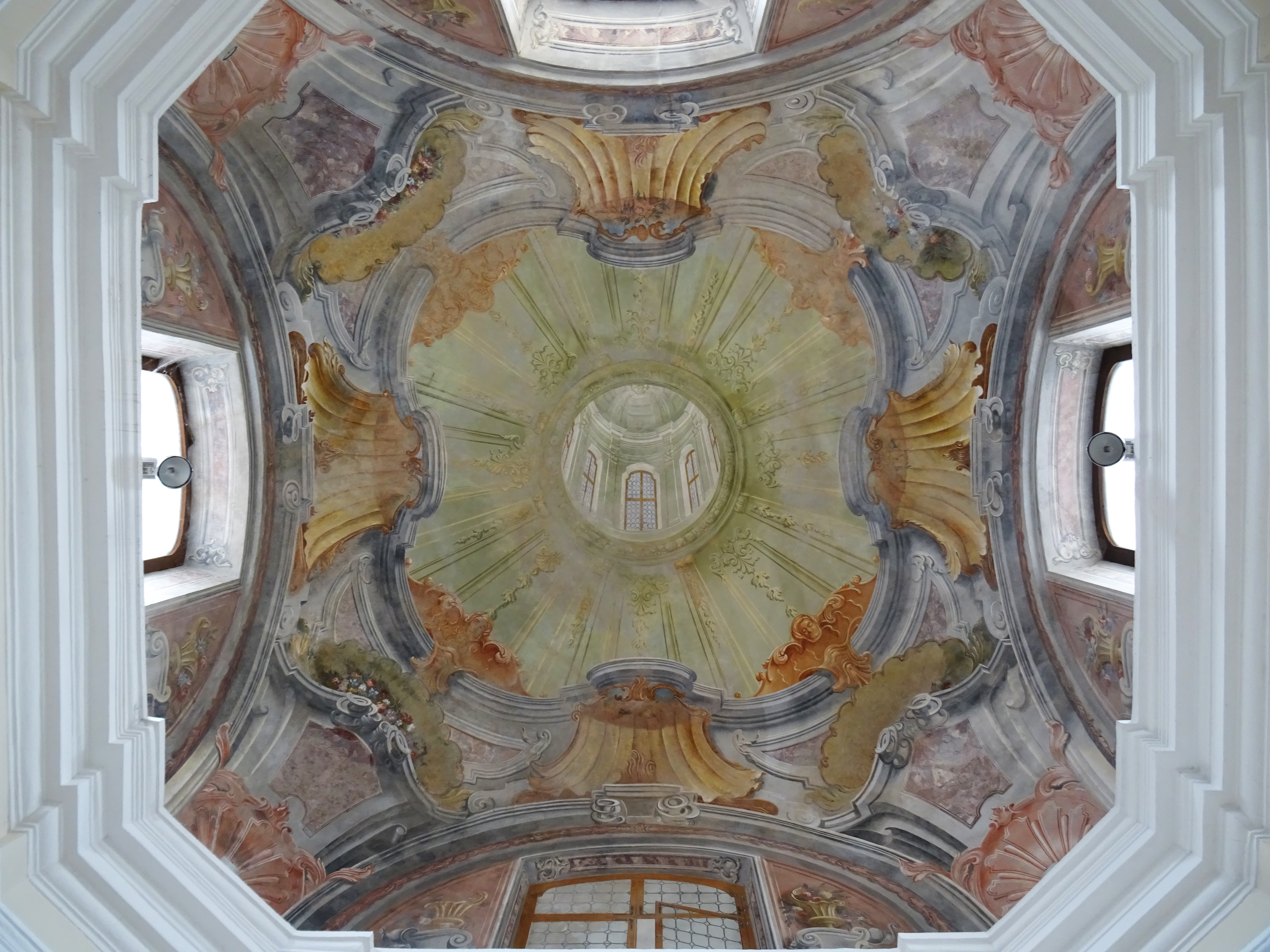
Affresco della navata

La chiesa sorse negli anni 1750 per volontà della famiglia Siciliani-Gentilotti. L'edificio doveva ancora essere costruito nel 1751: in quell'anno infatti il parroco, don Tommaso Tabarelli, scrisse al vescovo di Feltre Giovanni Battista Bortoli pregandolo di sospendere la validità della licenza di costruzione almeno fino alla sua successiva visita pastorale, qualora l'avesse già concessa; egli temeva che una nuova chiesa pubblica potesse causare divisioni in paese e fargli quindi perdere potere. L'edificio risulta comunque completato a visita avvenuta, nel 1759, ma nel frattempo si era giunti a un compromesso, erigendolo come oratorio privato (esso veniva comunque frequentato dalle donne che lavoravano nella vicina filanda). È plausibile che l'architetto sia lo stesso che progettò la villa dei Gentilotti alle Novaline di Mattarello. 
Le proprietà dei Gentilotti passarono in seguito alla famiglia Trentini, che si disinteressò di quelle di Vigolo e nel 1885 permise che la chiesetta fosse sconsacrata. Secondo alcune testimonianze la campana della chiesa e la pala d'altare, che raffigurava Gesù nell'orto degli ulivi, vennero donate qualche anno dopo a don Umberto Depeder, parroco di Vigolo dal 1891 al 1909, il quale le portò nell'oratorio privato della propria famiglia a Bresimo, ma andarono entrambe disperse all'inizio del Novecento quando questo venne a sua volta dismesso.
Una volta sconsacrata la chiesa venne usata come fienile e deposito per attrezzi agricoli, cadendo via via in degrado; infiltrazioni d'acqua rovinarono l'affresco sulla volta del presbiterio e gli stucchi. Un primo restauro venne compiuto nel 1981, seguito da un altro nel 2006. L'edificio, di proprietà del Comune, è destinato principalmente ad eventi culturali.

## Descrizione

### Esterno
La chiesa si trova lungo la sponda sinistra del torrente Rombonos, che attraversa il paese di Vigolo Vattaro; si presenta con facciata a capanna, conclusa da un frontone triangolare. Sul retro la chiesa è attigua a un altro edificio, che probabilmente era la casa della stessa famiglia Gentilotti. Un piccolo campanile a vela svetta sul tetto a sinistra, in posizione arretrata.
Al centro della facciata si apre il portale d'accesso, sulla cui architrave compare l'iscrizione Dilexi decorem domus tuae P. S. XXV v. VIII, ossia "Ho amato lo splendore della tua casa", tratto dal salmo 25, versetto 8; sopra al portale si trova un affresco assai degradato e ormai quasi illeggibile.

### Interno
All'interno, la chiesa consiste di un'unica navata a pianta rettangolare, e di un presbiterio anch'esso rettangolare, fiancheggiato da due spazi molto poco profondi.
Le volte della navata e del presbiterio sono ornate da colorati affreschi che il Rasmo attribuisce a Pietro Antonio Bianchi, un oscuro pittore milanese, grazie al confronto con i lavori di tale artista a villa Perotti di Covelo. 
L'affresco della navata è a motivo architettonico e illusionistico, e simula una cupola con lanterna e finestra; è arricchito da decorazioni rocaille, fiori e motivi a trompe-l'œil. Nella volta del presbiterio è dipinto un cielo azzurro cosparso da angioletti, in cui campeggia l'Agnello di Dio al centro di una raggiera. 
Sulla parete di fondo del presbiterio resta la cornice della pala d'altare, realizzata con stucco bianco e dorato da una bottega trentina non identificata ma di cui ci sono giunte molte opere. La cornice è ornata da conchiglie e volute che, sul lato superiore, si congiungono al centro con tre teste di angioletti con raggiera dorata e croce apicale: sui due lati della cornice, in verticale, corrono i simboli dell'Arma Christi.